# Crabro cribrarius
Crabro cribrarius ist ein Hautflügler aus der Familie der Crabronidae.

## Merkmale
Die Tiere erreichen eine Körperlänge von 11 bis 18 Millimetern (Weibchen) bzw. 9 bis 17 Millimetern (Männchen). Ihr Körper ist schwarz-gelb gefärbt. Das Mesonotum ist auffällig rissig gefurcht. Die Männchen haben verbreiterte Fühler und schildförmige Tibien an den Vorderbeinen. Diese sind bräunlich gefärbt und hell gefleckt. 

## Vorkommen
Die Art kommt in Europa und Asien bis nach Korea vor. Sie besiedelt verschiedene Lebensräume von trockenen Sandgebieten bis zu Waldwiesen und kommt auch im Siedlungsbereich vor. Die Tiere fliegen von Anfang Juni bis Anfang September. Die Art kommt in Mitteleuropa häufig vor.

## Lebensweise
Die Weibchen von Crabro cribrarius legen ihre Nester 15 bis 20 Zentimeter tief, meistens im Sand an versteckten Orten an. Am Ende befindet sich eine Zelle, weitere der insgesamt zwei bis vier Zellen befinden sich am Ende von seitlich abgehenden Nebengängen. In der Literatur findet sich die Angabe, dass die Art auch in Totholz nistet, was vermutlich unrichtig ist. Die Imagines übernachten jedoch gelegentlich darin. Die Brut wird mit mittelgroßen bis großen Raubfliegen, Schmeißfliegen und Bremsen versorgt. Diese werden von den Weibchen direkt im Flug erbeutet. Pro Zelle werden fünf bis acht Fliegen eingebracht. Die Imagines selbst ernähren sich von Nektar und sind häufig an Doldenblütlern zu finden. Bei der Paarung legt das Männchen dem Weibchen seine schildförmig verbreiterten Tibien über die Augen.